# Io e te dobbiamo parlare
Io e te dobbiamo parlare  è un film del 2024, scritto, diretto ed interpretato da Alessandro Siani.

## Trama
Antonio e Pieraldo sono due poliziotti che condividono molte cose: un'amicizia un po' rovinata nel tempo, una carriera non sempre costellata di buoni risultati e un successo che decisamente non fa per loro. Fino a quando non dovranno affrontare insieme un vero crimine che cambierà per sempre la loro vita.

## Produzione
Il film è stato girato principalmente nelle Marche tra Ancona, Osimo e Numana.

## Distribuzione
Il film è stato distribuito nelle sale cinematografiche italiane a partire dal 19 dicembre 2024.

## Accoglienza

### Incassi
Risulta essere la commedia italiana più vista del 2024 con più di 1 milione e 245 mila presenze ed un incasso di 9491166 €.